# Ventottesima spedizione antartica sovietica
La ventottesima spedizione antartica sovietica si svolse dal 1982 al 1984 sotto la direzione di N. Kornilov e A. Artemyev. A questa spedizione parteciparono anche studiosi della Repubblica Democratica Tedesca, allora alleata dell'Unione Sovietica.
Anche se la Repubblica Democratica Tedesca non aveva firmato il Trattato Antartico e non poteva pertanto costruire una stazione di ricerca in Antartide, i suoi scienziati poterono tuttavia operare da una struttura situata in prossimità della Stazione Novolazarevskaya costruita dai sovietici. 

## Attività di ricerca
Nel 1983, sei scienziati tedesco-orientali si aggiunsero ai membri russi della spedizione per svolgere ricerche di:
- meteorologia
- fisica dell'alta atmosfera
- geologia
- geofisica.